# Петер Блос
Петер Блос (на немски: Peter Blos) е германски психоаналитик.

## Биография
Роден е на 2 февруари 1904 година в Карлсруе, Германия. Приятел е на Ерик Ериксън, който по-късно също става психоаналитик. Завършва Хайделбергския университет, а след това получава докторат по биология от Виенският университет.
През 20-те години се запознава с Ана Фройд, която търси помощта му за създаване на училища за деца, които преминават психоанализа. Тази идея е подкрепяна от Ева Розенфелд и Дороти Бърлингам, а от своя страна Блос кани Ериксън да се присъедини към тях. Върху Блос огромно влияние има Август Айхорн, който повлиява за неговото психоаналитично обучение.
Поради идването на нацистите на власт, Блос напуска Виена през 1934 г. и заминава за Ню Орлеанс. Там започва да преподава в частно училище, но после заминава за Ню Йорк, за да довърши психоаналитичната си подготовка. През 1965 г. става специален член на Нюйоркското психоаналитично общество.
Блос преподава в Колумбийския психоаналитичен център и е съосновател на Асоциацията за детска психоанализа. След като се пенсионира пише поезия и фантастика, свири на цигулка и се занимава с дърводелство.
Умира на 12 юни 1997 година в Холдърнъс на 93-годишна възраст.